# Рожновська ГЕС
Рожнівська ГЕС — гідроелектростанція на півдні Польщі в Малопольському воєводстві, друга за потужністю на річці Дунаєць (права притока Вісли) після Чорштинської ГЕС.
Після потужної повені 1934 року вирішили спорудити греблю біля селища Рожнів (Rożnow) на південний захід від м. Тарнів. Будівництво виявилось перерваним початком Другої світової війни, проте невдовзі німецька окупаційна влада вирішила завершити проєкт. Гребля досягла будівельної готовності в 1941-му, ще два роки тривало заповнення водосховища. Гідроагрегати розпочали роботу в 1942—1943 роках.
Під час спорудження станції Дунаєць перекрили бетонною греблею висотою 49 метрів та довжиною 550 метрів, шириною від 9 (по гребеню) до 40 (в основі) метрів. Вона утримує водосховище із площею поверхні 16 км2 та первісним об'ємом 228 млн м3 (станом на 2004 рік він зменшився до 161 млн м3). У машинному залі встановлено чотири турбіни типу Каплан потужністю по 12,5 МВт. При напорі у 29 метрів це обладнання забезпечує виробництво 125 млн кВт-год на рік.
У 2000—2004 роках станція пройшла модернізацію, яку виконала компанія ZRE Gdańsk.